# Szergej Szergejevics Szalnyikov
Szergej Szergejevics Szalnyikov (oroszul: Серге́й Серге́евич Сальников; Krasznodar, 1925. szeptember 13. – Moszkva, 1984. május 9.) szovjet válogatott orosz labdarúgócsatár, edző.
A szovjet válogatott tagjaként részt vett az 1956. évi nyári olimpiai játékokon és az 1958-as labdarúgó-világbajnokságon, előbbin aranyérmet szereztek.

## Pályafutása

### Klubcsapatokban
Pályafutását a Szpartak Moszkvában kezdte. Az 1944-es és 1945-ös szezonban a Zenyit Leningrád játékosa volt, akikkel 1944-ben Szovjet Kupát nyert. 1946-ban, huszonegy évesen visszatért a Szpartakhoz. Három szezont töltött a klubnál. Az 1949-es idényben a Gyinamo Moszkva ellen 5–4 arányban elveszített bajnokin hiába szerzett két gólt, a városi rivális szerezte meg a bajnoki címet.
Mostohaapját 1949-ben letartóztatták és elhurcolták a gulagra. Szalnyikov, aki féltette mostohaapja egészségét, rendes börtönbe akarta átszállíttatni, és az akkori rendszer tisztviselői állítólag azt mondták neki, ügyét jelentősen segíti, ha a Szpartaktól a városi rivális Gyinamóhoz igazol. Bár elmondása szerint boldogtalan volt a csapatnál, 1950 és 1954 között 112 alkalommal lépett pályára bajnoki mérkőzésen a klub színeiben és 29 gólt szerzett. Tagja volt az 1953-ban Szovjet Kupát és 1954-ben bajnoki címet szerző csapatnak is. 1955-ben, miután a mostohaapját veszélyeztető helyzet megoldódott, visszatért a Szpartakhoz és 1960-ban bekövetkezett visszavonulásáig a klub játékosa maradt. 1956-ban bajnok volt a csapattal, 1958-ban pedig megnyerte a moszkvaiakkal a bajnokságot és a kupát is. A klubnál összesen eltöltött ideje alatt 201 bajnoki mérkőzésen 86 gólt szerzett. Nyikita Szimonyan, akivel 1956-ban együtt nyert olimpiát, az 1950-es és 1960-as évek közti legjobb szovjet labdarúgónak nevezte, aki tagja volt a szovjet labdarúgás „aranygenerációjának”. Pályafutása során összesen 138 gólt szerzett minden tétmérkőzést figyelembe véve, ezzel 2019-ben 26. helyen állt minden idők legeredményesebb szovjet és orosz labdarúgóinak listáján.

### A válogatottban
A szovjet válogatottban 1954. szeptember 8-án mutatkozott be Svédország ellen. Tagja volt az 1956-os olimpián aranyérmet szerző csapatnak, az Indonézia elleni negyeddöntőben kétszer volt eredményes. Részt vett az 1958-as világbajnokságon is, ahol a szovjetek a negyeddöntőig jutottak. Húsz alkalommal szerepelt a válogatottban, tizenegy gólt szerzett.

## Családja
Lánya, Julija Szalnyikova és unokája, Sztéfanosz Cicipász is profi teniszező.

## Sikerei, díjai
- Szovjet bajnok: 1954, 1956, 1958.
- Szovjet labdarúgókupa: 1944, 1946, 1947, 1953, 1958